# Вильнер, Владимир Бертольдович
Владимир Бертольдович Вильнер (21 марта 1885, Гродно — 9 августа 1952, Киев) — режиссёр театра и кино, профессор (1947), режиссёр еврейского театра на идише. Народный артист Украинской ССР (1940).

## Биография
Родился в 1885 году в Гродно в семье торговца лесом Бертольда Шлиомовича Вильнера.
Первоначально учился в Швейцарии, затем — в России; в 1912 году окончил юридический факультет Санкт-Петербургского университета. Ещё во время обучения в университете обучался драматическому искусству (1910) и был актёром петербургского Нового драмтеатра (1911—1912).
В 1920-е годы стал автором театральных постановок в крупных городах юга России.
С середины 1920-х гг. был занят в кинематографе. Работал во Всеукраинском фотокиноуправлении в Одессе (1926—1928). Ставил спектакли в харьковском еврейском театре «Унзер Винкл» («Наш уголок») и Государственном еврейском театре Украины.

## Работы в театре
- Русский драматический театр в Киеве (1928—1930) — режиссёр
- Театр им. Франко (Киев) (1938—1941) — режиссёр
- Театр в Куйбышеве (1942—1944) — художественный руководитель[1]
- Театры в Москве (1944—1947)
- Театр музыкальной комедии в Киеве (1947—1950)

## Фильмография
- 1926 — Беня Крик
- 1927 — Цемент
- 1928 — Глаза, которые видели («Мотеле Шпиндлер» и др.)